# Fyti
Fyti (griechisch Φύτη oder Φοίτη, türkisch Fidi), auch Fiti, Foiti oder Phyti genannt, ist eine Gemeinde im Bezirk Paphos in der Republik Zypern. Bei der Volkszählung im Jahr 2021 hatte sie 76 Einwohner.

## Name
Der Ortsname stammt wahrscheinlich vom Wort foito ab, was „lernen“ bedeutet. Der lokalen Folklore nach besteht das Dorf seit dem Mittelalter und war zu Beginn des 19. Jahrhunderts ein spirituelles und pädagogisches Zentrum. Dabei kamen Kinder aus den umliegenden Dörfern in die Schule von Fyti. 1985 wurde die Schule aufgrund zu wenigen Schülern geschlossen.
Einer anderen Version zufolge erhielt das Dorf seinen Namen vom Wort fyto, was „Pflanze“ bedeutet, aufgrund der vielen Pflanzen die die Gemeinde umgeben.

## Lage und Umgebung

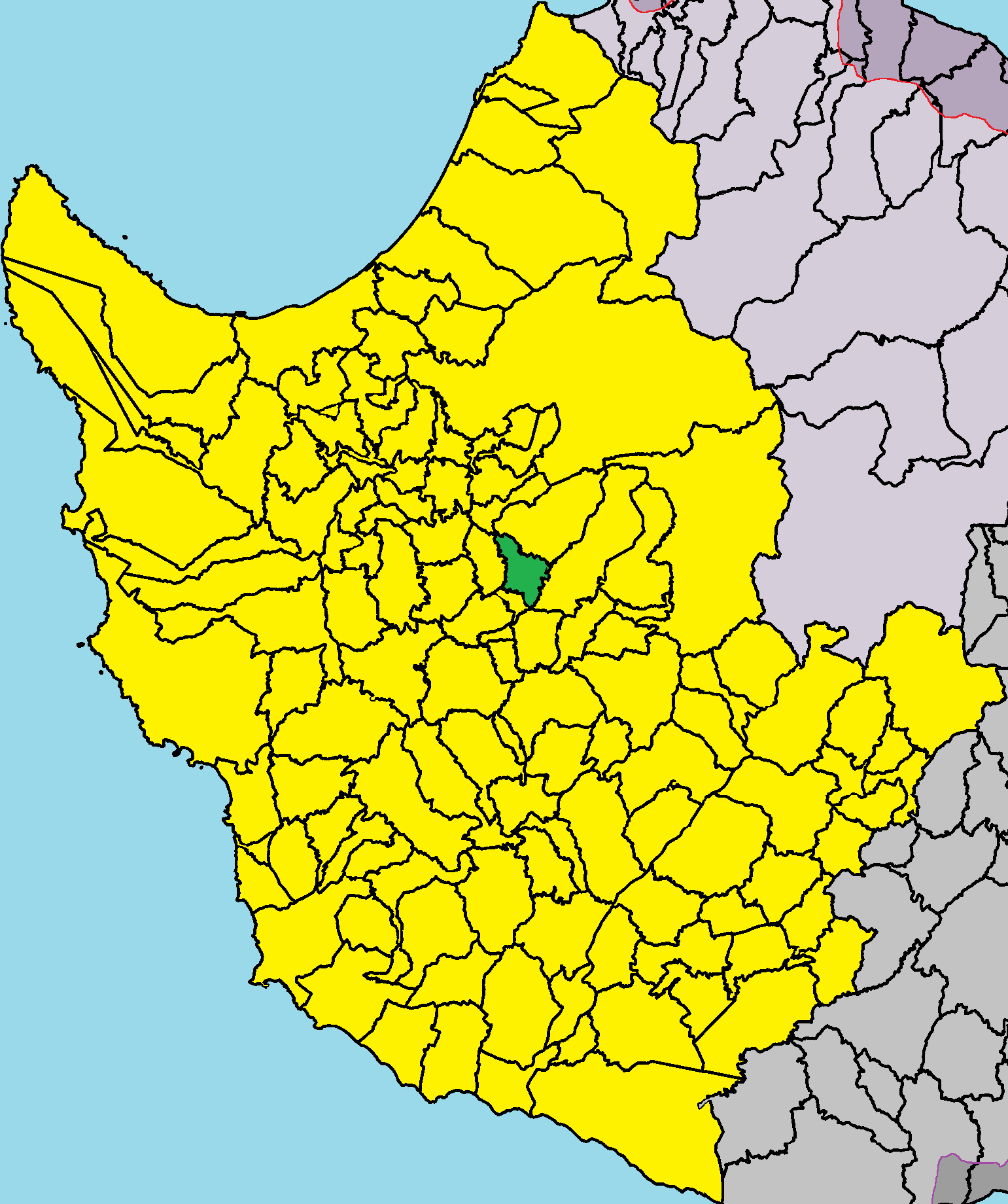
Lage im Bezirk Paphos

Fyti liegt im Westen der Mittelmeerinsel Zypern auf einer Höhe von etwa 680 Metern, etwa 26 Kilometer nordöstlich von Paphos, 80 Kilometer nordwestlich von Limassol und 173 Kilometer südwestlich von Nikosia. Das 4,5331 Quadratkilometer große Dorf grenzt im Norden an Anadiou, im Osten an Kritou Marottou, im Süden an Milia und im Westen an Lasa. Das Dorf kann über die Straße E712 erreicht werden.
In der natürlichen Umgebung gibt es Eichen, Getreidefelder, Gemüse- und Obstbäume. Im Ort herrscht ein trockenes Klima. Im Sommer ist es allerdings kühler als in den umliegenden Dörfern. Die durchschnittliche Niederschlagsmenge liegt bei etwa 640 Millimetern.

## Geschichte
Das Dorf existierte seit der fränkischen Herrschaft als Feudalland.

### Bevölkerungsentwicklung
Die folgende Tabelle zeigt die Bevölkerung des Dorfes, wie sie in den in Zypern durchgeführten Volkszählungen erfasst wurde.
| Jahr      | 1881 | 1891 | 1901 | 1911 | 1921 | 1931 | 1946 | 1960 | 1976 | 1982 | 1992 | 2001 | 2011 | 2021 |
| Einwohner | 225  | 238  | 272  | 296  | 313  | 328  | 383  | 342  | 266  | 197  | 149  | 97   | 150  | 76   |

## Kultur und Sehenswürdigkeiten
- Das Heimatmuseum bietet eine Ausstellung über die Entwicklung des Ortes, beispielsweise die Fythiotika.
- Die Kirchen Agios Dimitrios aus 1857 und Agios Georgios und die Kapelle Agia Marina befinden sich im Dorf.[24]
- Am Dorfplatz befindet sich eine Büste von Konstantinos Fotides, einem Philanthropen, der die erste Wasserleitung mit öffentlicher Wasserstelle spendierte.
- Als Fythiotika werden Webwaren mit farbfrohen geometrischen Mustern bezeichnet. Typische Stilelemente sind zum Beispiel der Fries aus händchenhaltenden Strichmännchen oder ineinander verschachtelte Rauten.[25]